# Nikita Aleksandrov
Pour les articles homonymes, voir Aleksandrov.
Nikita Igorevitch Aleksandrov - en russe : Никита Игоревич Александров - (né le 16 septembre 2000 à Burgwedel en Allemagne) est un joueur professionnel russe de hockey sur glace. Il évolue au poste d'attaquant. Il est le fils du joueur Igor Aleksandrov.

## Biographie

### Carrière en club
Formé au Iserlohner EC, il est choisi en 50e position lors de la sélection européenne 2017 de la Ligue canadienne de hockey par les Islanders de Charlottetown. Il part alors en Amérique du Nord et évolue trois saisons dans la Ligue de hockey junior majeur du Québec. Les Blues de Saint-Louis le choisissent au 2e tour en 62e position lors du repêchage d'entrée dans la LNH 2019. En 2020, il passe professionnel avec le KooKoo Kouvola dans la Liiga. Le 10 novembre 2022, il joue son premier match dans la Ligue nationale de hockey avec les Blues face aux Sharks de San José. Il enregistre son premier point, une assistance le 16 novembre 2022 chez les Blackhawks de Chicago. Il inscrit son premier but dans la LNH le 7 janvier 2023 chez les Canadiens de Montréal.

### Carrière internationale
Il représente la Russie en sélections jeunes.

## Statistiques

### En club
| Saison     | Équipe                      | Ligue      |    | Saison régulière | Saison régulière | Saison régulière | Saison régulière | Saison régulière |   | Séries éliminatoires | Séries éliminatoires | Séries éliminatoires | Séries éliminatoires | Séries éliminatoires |
| Saison     | Équipe                      | Ligue      | PJ | B                | A                | Pts              | Pun              | PJ               | B | A                    | Pts                  | Pun                  |                      |                      |
| 2017-2018  | Islanders de Charlottetown  | LHJMQ      | 66 | 13               | 18               | 31               | 22               | 18               | 7 | 10                   | 17                   | 8                    |                      |                      |
| 2018-2019  | Islanders de Charlottetown  | LHJMQ      | 64 | 27               | 34               | 61               | 36               | 6                | 4 | 3                    | 7                    | 0                    |                      |                      |
| 2019-2020  | Islanders de Charlottetown  | LHJMQ      | 42 | 23               | 31               | 54               | 42               | -                | - | -                    | -                    | -                    |                      |                      |
| 2020-2021  | KooKoo Kouvola              | Liiga      | 28 | 3                | 6                | 9                | 14               | 2                | 0 | 0                    | 0                    | 0                    |                      |                      |
| 2020-2021  | Comets d'Utica              | LAH        | 7  | 3                | 2                | 5                | 0                | -                | - | -                    | -                    | -                    |                      |                      |
| 2021-2022  | Thunderbirds de Springfield | LAH        | 67 | 12               | 18               | 30               | 26               | 18               | 2 | 6                    | 8                    | 8                    |                      |                      |
| 2022-2023  | Thunderbirds de Springfield | LAH        | 41 | 19               | 19               | 38               | 18               | 2                | 0 | 2                    | 2                    | 0                    |                      |                      |
| 2022-2023  | Blues de Saint-Louis        | LNH        | 28 | 3                | 4                | 7                | 8                | -                | - | -                    | -                    | -                    |                      |                      |
| 2023-2024  | Thunderbirds de Springfield | LAH        | 7  | 3                | 4                | 7                | 0                | -                | - | -                    | -                    | -                    |                      |                      |
| 2023-2024  | Blues de Saint-Louis        | LNH        | 23 | 0                | 2                | 2                | 4                | -                | - | -                    | -                    | -                    |                      |                      |
| Totaux LNH | Totaux LNH                  | Totaux LNH | 51 | 3                | 6                | 9                | 12               | -                | - | -                    | -                    | -                    |                      |                      |

### En équipe nationale
| Année | Compétition                 |   | PJ | B | A | Pts | Pun | +/-               |  | Résultat |
| 2020  | Championnat du monde junior | 7 | 2  | 6 | 8 | 4   | +5  | Médaille d'argent |  |          |